# Río Guadiana Menor - Tramo Superior
Río Guadiana Menor - Tramo Superior este o arie protejată (arie specială de conservare — SAC, sit de importanță comunitară — SCI) din Spania întinsă pe o suprafață de 211,96 ha, integral pe uscat.

## Localizare
Centrul sitului Río Guadiana Menor - Tramo Superior este situat la coordonatele 37°33′04″N 3°00′04″W / 37.5511°N 3.0011°V.

## Înființare
Situl Río Guadiana Menor - Tramo Superior a fost declarat sit de importanță comunitară în decembrie 2000 pentru a proteja 31 de specii de animale. Situl a fost protejat și ca arie specială de conservare în martie 2015.

## Biodiversitate
Situată în ecoregiunea mediteraneană, aria protejată conține 8 habitate naturale: Lande oro-mediteraneene cu formațiuni endemice de grozamă, Pajiști umede mediteraneene cu ierburi înalte de Molinio-Holoschoenion, Galerii de Salix alba și de Populus alba, Pseudostepă cu ierburi și specii anuale de Thero-Brachypodietea, Galerii și tufărișuri riverane sudice (Nerio-Tamaricetea și Securinegion tinctoriae), Vegetație gipsofilă iberică (Gypsophiletalia), Tufărișuri halo-nitrofile (Pegano-Salsoletea), Tufărișuri termo-mediteraneene și de pre-deșert.
La baza desemnării sitului se află mai multe specii protejate:
- păsări (22): pescăruș albastru (Alcedo atthis), egretă mare (Ardea alba), stârc roșu (Ardea purpurea), stârc galben (Ardeola ralloides), buha (Bubo bubo), șerpar (Circaetus gallicus), erete de stuf (Circus aeruginosus), erete vânăt (Circus cyaneus), erete cenușiu (Circus pygargus), dumbrăveancă (Coracias garrulus), gușă vânătă (Cyanecula svecica), egretă mică (Egretta garzetta), Elanus caeruleus, Galerida theklae, piciorong (Himantopus himantopus), stârc pitic (Ixobrychus minutus), ciocârlie de pădure (Lullula arborea), gaia neagră (Milvus migrans), Oenanthe leucura, viespar (Pernis apivorus), Pterocles orientalis, silvie de tufiș (Sylvia undata)
- mamifere (6): vidră de râu (Lutra lutra), râs iberic (Lynx pardinus), liliac cu aripi lungi (Miniopterus schreibersii), liliac cu urechi de șoarece (Myotis blythii), liliac comun (Myotis myotis), liliacul mare cu potcoavă (Rhinolophus ferrumequinum)
- pești (2): Pseudochondrostoma willkommii, Squalius alburnoides
- reptile (1): Mauremys leprosa

Pe lângă speciile protejate, pe teritoriul sitului au mai fost identificate 4 specii de plante, 1 specie de amfibieni, 4 specii de mamifere, 1 specie de pești, 1 specie de reptile.